# 남효채
남효채(南孝彩, 1952년 ~)는 경상북도의 전직 공직자이다. 경상북도에서 관선제 군수, 시장 등을 역임한 뒤 중앙부처를 거쳐 경상북도 부지사까지 승진했다. 이후 한국지역진흥재단 이사장을 역임하였다.